# El bon alemany
El bon alemany (2006) (en anglès, The good German) és una pel·lícula nord-americana dirigida per Steven Soderbergh. És protagonitzada per George Clooney, Cati Blanchett i Tobey Maguire. El film està basat en la novel·la homònima de Joseph Kanon. La versió en català es va estrenar a TV3 l'1 de juliol de 2010.

## Argument
En el Berlín de finals de la Segona Guerra Mundial, el periodista Jake Geismar (George Clooney) investiga el cas de la seva antiga amant: Lena Brandt (Cati Blanchett). El seu marit ha desaparegut i està en cerca i captura als Estats Units i l'URSS.

## Repartiment
- George Clooney - Capità Jacob "Jake" Geismar
- Cati Blanchett - Lena Brandt
- Tobey Maguire - Cap Patrick Tully
- Beau Bridges - Coronel Muller
- Tony Curran - Danny
- Leland Orser - Capità Bernie Teitel
- Jack Thompson - Congressista Breimer
- Robin Weigert - Hannelore
- Ravil Isyanov - General Sikorsky
- Dave Power - Tinent Hasso Schaeffer
- Christian Oliver - Emil Brandt

## Crítica
El bon alemany va rebre crítiques, en general, mixtes, amb molts crítics queixant-se que depenia massa de l'estil i no es concentrava en el desenvolupament dels personatges. A Rotten Tomatoes, el 33% dels crítics van fer crítiques positives a la pel·lícula, d'un total de 147 comentaris. A Metacritic, la pel·lícula té una puntuació mitjana del 49% a partir de 34 ressenyes, cosa que indica una valoració de "valoracions mixtes o mitjanes".

## Premis
Premis Sant Jordi
| Any  | Categoria                | Persona        | Resultat |
| ---- | ------------------------ | -------------- | -------- |
| 2007 | Millor actriu estrangera | Cati Blanchett | Ganadora |

- Premi Las Vegas Film Critics Society 2006: a la millor banda sonora (Thomas Newman).

Nominacions
La pel·lícula va ser nominada al Os d'Or al Festival Internacional de Cinema de Berlín i va rebre una nominació a l'Oscar a la millor banda sonora:
- Premi Oscar 2007, a la millor banda sonora – cinema (Thomas Newman).
- Premi Os d'Or 2007, a Steven Soderbergh.